# Florinda Bolkan
Florinda Bolkan, född 15 februari 1941 i Uruburetama i Ceará, är en brasiliansk skådespelerska, främst känd för sina filmer gjorda i Italien.

## Filmografi (urval)
- 1998 – Bela Donna
- 1988 – Kära systrar
- 1984 – Bläckfisken (TV-serie)
- 1975 – Royal Flash
- 1974 – Flavia och den blodiga hämnden
- 1974 – Bli rik och ligga med flickor
- 1972 – Don't Torture a Duckling
- 1971 – A Lizard in a Woman's Skin
- 1970 – Den sista dalen
- 1969 – Undersökning av en medborgare höjd över alla misstankar
- 1969 – De fördömda